# Mal de amores (canción)
«Mal de amores» es una canción de la cantante mexicana Sofía Reyes y la cantante mexico-estadounidense Becky G. La canción fue lanzada el 10 de septiembre de 2021 por Warner Music Latina como el octavo sencillo del segundo álbum de estudio de Reyes del mismo nombre.

## Vídeo musical
El video musical fue lanzado junto con la canción el 10 de septiembre. El video musical fue dirigido por Mike Ho.

## Posicionamiento en listas

### Listas semanales
| Lista (2021)                       | Mejor posición |
| ---------------------------------- | -------------- |
| Argentina (Argentina Hot 100)      | 65             |
| Ecuador (National-Report)          | 8              |
| Mexico Airplay (Billboard)         | 22             |
| Mexico Espanol Airplay (Billboard) | 7              |
| Estados Unidos (Latin Pop Airplay) | 15             |

### Listas de fin de año
| Listas (2022)                           | Posición |
| --------------------------------------- | -------- |
| Dominican Republic Pop (Monitor Latino) | 90       |
| Puerto Rico Pop (Monitor Latino)        | 24       |
| US Latin Pop Airplay Songs (Billboard)  | 41       |